# Segelflugzeug

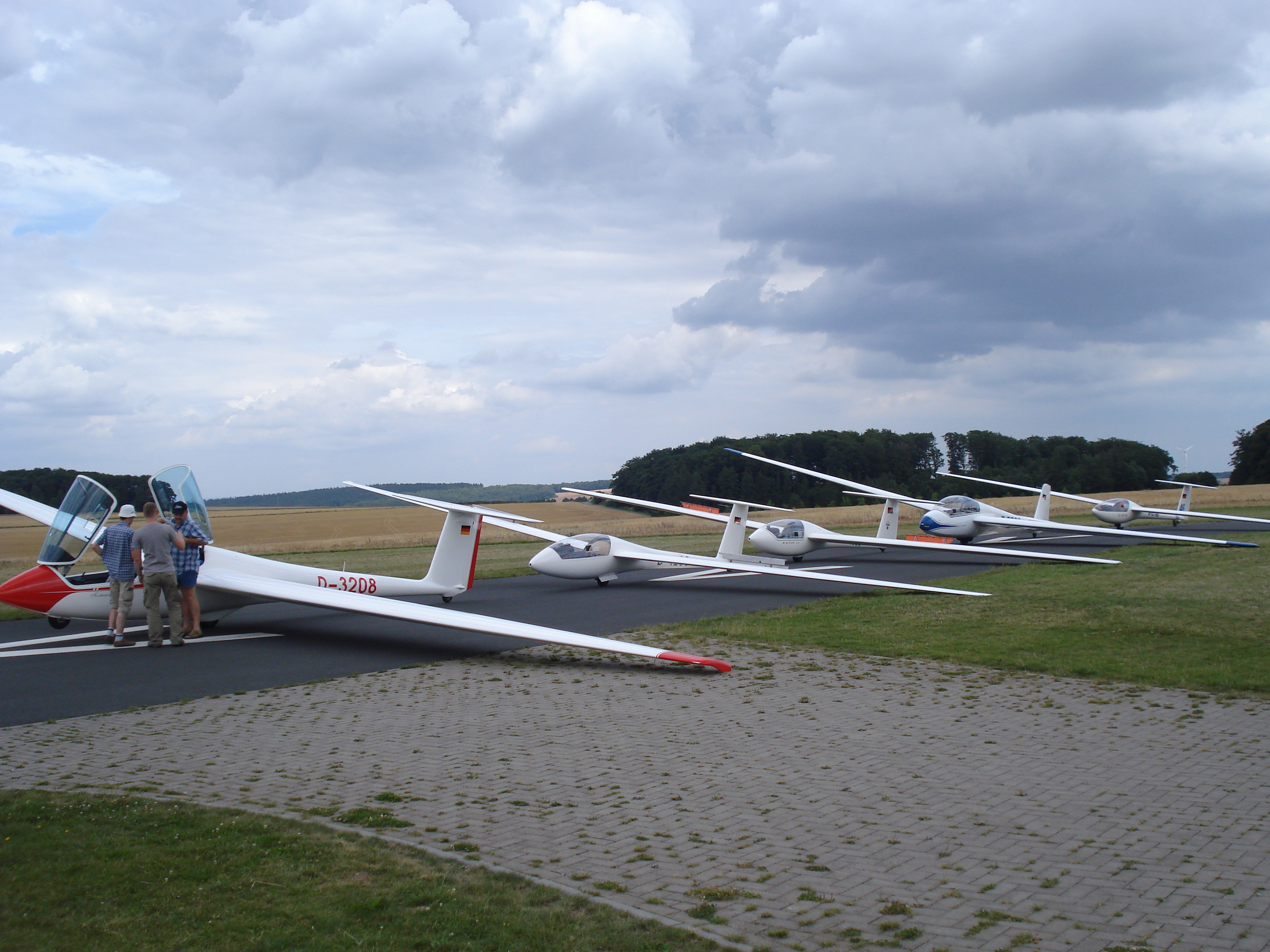
Verschiedene Segelflugzeuge in Warteposition am Ende einer Startbahn

Ein Segelflugzeug ist ein für den Segelflug konstruiertes Luftfahrzeug. Das motorlose Fliegen bedeutet abwechselnd Steigen im Aufwind und Gleiten mit geringem Höhenverlust. In Deutschland werden Segelflugzeuge luftrechtlich als eigene Luftfahrzeugklasse eingestuft und dürfen bis zu 850 kg wiegen.
Das Segelflugzeug ist in Deutschland die Luftfahrzeugklasse mit den meisten Registrierungen (6997, Stand 2023). Danach folgen einmotorige Flugzeuge unter 2 t (6773) und Motorsegler (4066).

## Abgrenzung
Beim Steigen im Aufwind gewinnt das Segelflugzeug potentielle Energie, die beim anschließenden Gleitflug in Vorwärtsgeschwindigkeit (kinetische Energie) umgewandelt wird. Wenn man nur die Gleitphase betrachtet, kann im Prinzip jedes Flugzeug als Segelflugzeug verwendet werden. Beispielsweise legte im August 2001 ein Airbus A330 mit der Flugnummer TS 236 eine Strecke von 120 km im Gleitflug zurück; weitere  Beispiele sind die Notwasserung eines Airbus auf dem Hudson River oder der Gimli Glider.
Bei Motorflugzeugen beschränkt sich der Segelflug in der Regel auf einen stabilen Gleitflug. Ausnahmen sind Motorsegler, die durch ihre spezielle Konstruktion auch die Möglichkeit reinen Segelflugs nutzen können. Auch die Raumfähre Space Shuttle landete als Gleitflugzeug. Das private Raumschiff SpaceShipOne war sogar offiziell als „nicht eigenstartfähiges Segelflugzeug mit Hilfsantrieb“ zugelassen.
Im engeren Sinne bezeichnet man nur solche Flugzeuge als Segelflugzeuge, die imstande sind, in den normalerweise in der Atmosphäre vorkommenden Aufwinden Höhe zu gewinnen. Dazu muss einerseits die minimale Sinkgeschwindigkeit kleiner sein als die Geschwindigkeit der aufsteigenden Luftmassen; andererseits muss der minimale Kreisflugdurchmesser kleiner als der Durchmesser des Aufwinds sein.

## Eigenschaften

### Hohe Gleitleistung

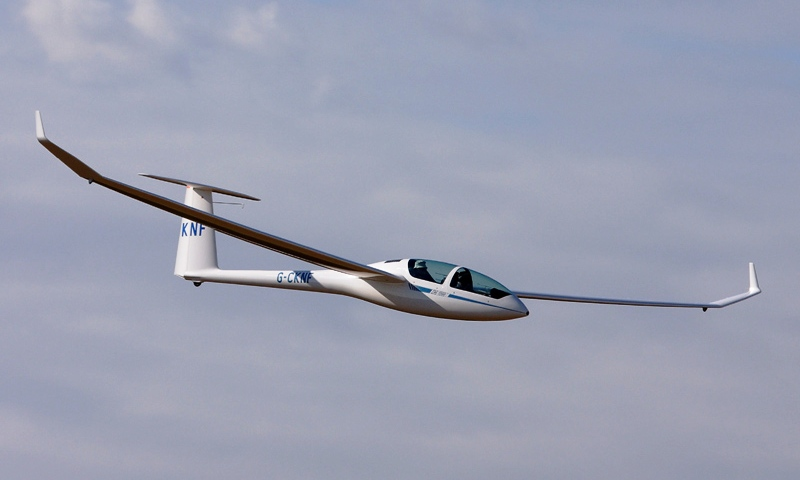
Hochleistungs-Doppelsitzer vom Typ DG Flugzeugbau DG-1000

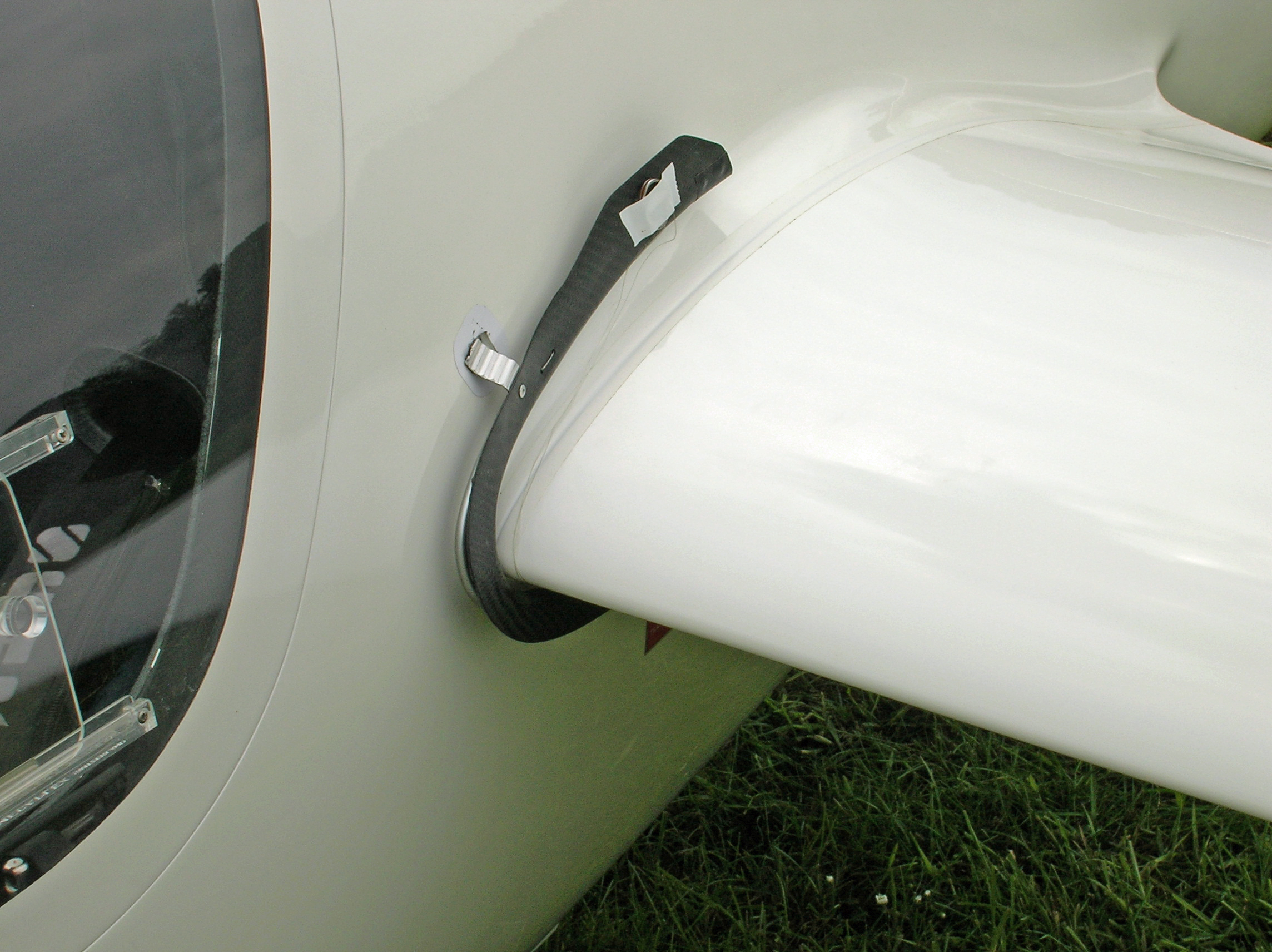
Mückenputzer an einem Ventus 2

Segelflugzeuge müssen immer den nächsten Aufwind erreichen können. Dies erfordert ein gutes Verhältnis zwischen im Gleitflug verbrauchter Höhe und zurückgelegter Strecke (Gleitzahl).
Moderne Segelflugzeuge haben ein Gleitverhältnis zwischen 1:30 und 1:60, können also bei 1 km Höhenverlust in ruhiger Luft 30 bis 60 km weit fliegen. Die ETA, das derzeit leistungsfähigste in Serie gefertigte Segelflugzeug, hat mit ihrer Spannweite von 30,90 m sogar ein Gleitverhältnis von etwa 1:70. Sie wird nur durch die Concordia übertroffen, einem experimentellen Hochleistungssegler mit einer errechneten Gleitzahl von über 70.

### Geringer Strömungswiderstand
Um gute Segelflugeigenschaften erbringen zu können, muss ein Segelflugzeug sehr widerstandsarm gebaut sein. Ein geringer Luftwiderstand ist nötig, da andernfalls zu viel Energie durch Reibung verloren geht.
- Um den erforderlichen Auftrieb bei geringstmöglichem Widerstand zu gewährleisten, haben die Tragflächen von Segelflugzeugen im Vergleich zu Motorflugzeugen eine hohe Flügelstreckung (große Spannweite und geringe Profiltiefe).
- Bei modernen Segelflugzeugen gehört ein Einziehfahrwerk zur Grundausstattung.
- Die Oberflächengüte muss hoch sein, um eine möglichst lange laminare Laufstrecke der umströmenden Luft sicherzustellen.
- Auf längeren Strecken kommen oft Mückenputzer zum Einsatz, die die Tragflächenvorderkante während des Fluges von den Überresten toter Insekten befreien (siehe Bild).

Zu dem Widerstand, den eine Tragfläche erzeugt, gehört der induzierte Widerstand. Er entsteht durch den Druckausgleich zwischen Oberseite (Unterdruck) und Unterseite (Überdruck), der Wirbelschleppen verursacht. Um den induzierten Widerstand zu verringern, werden zunehmend hochgebogene Tragflächenenden eingesetzt, sogenannte Winglets. Diese werden auch bei Verkehrsflugzeugen verwendet.

### Gewicht
Ein geringes Gewicht ist nur sekundäres Merkmal: Zwar ermöglicht eine geringe Flächenbelastung (also der Quotient aus Masse und Flügelfläche) ein geringes Eigensinken und damit ein besseres Steigen in der Thermik, jedoch verringert sich die Fluggeschwindigkeit des optimalen Gleitens durch die geringere potentielle Energie. Das führt dazu, dass ein leichtes Segelflugzeug im hohen Geschwindigkeitsbereich (ab etwa 130 km/h) schneller an Höhe verliert als ein baugleiches Muster, welches schwerer ist. Hohe Flächenbelastung resultiert in schnellerem Geradeausflug – bei guter Thermik. Dafür ist das Eigensinken geringfügig größer. Der damit verbundene Nachteil des schlechten Steigens im Kreisflug ist bei guter Thermik jedoch vernachlässigbar.
Segelflugzeuge ab Standardklasse aufwärts verfügen zur Gewichtssteigerung heutzutage normalerweise über Wassertanks (typische Kapazität ist 160 l, realisiert aber bis zu 300 l im Nimbus 4), um die Flugzeugmasse zu vergrößern. Die Geschwindigkeit des besten Gleitens kann sich bei Wasserballast erheblich vergrößern. Das Wasser wird dazu vor dem Flug eingefüllt und kann bei nachlassender Thermik am Abend abgelassen werden. Jedoch muss es vor der Landung abgelassen werden, damit einerseits die Landung „kurz“ wird (große Masse bedeutet große Trägheit beim Verzögern) und andererseits die Flugzeugstruktur beim Aufsetzen und die Bremsen beim Abbremsen nicht unnötig belastet werden.

### Wendigkeit

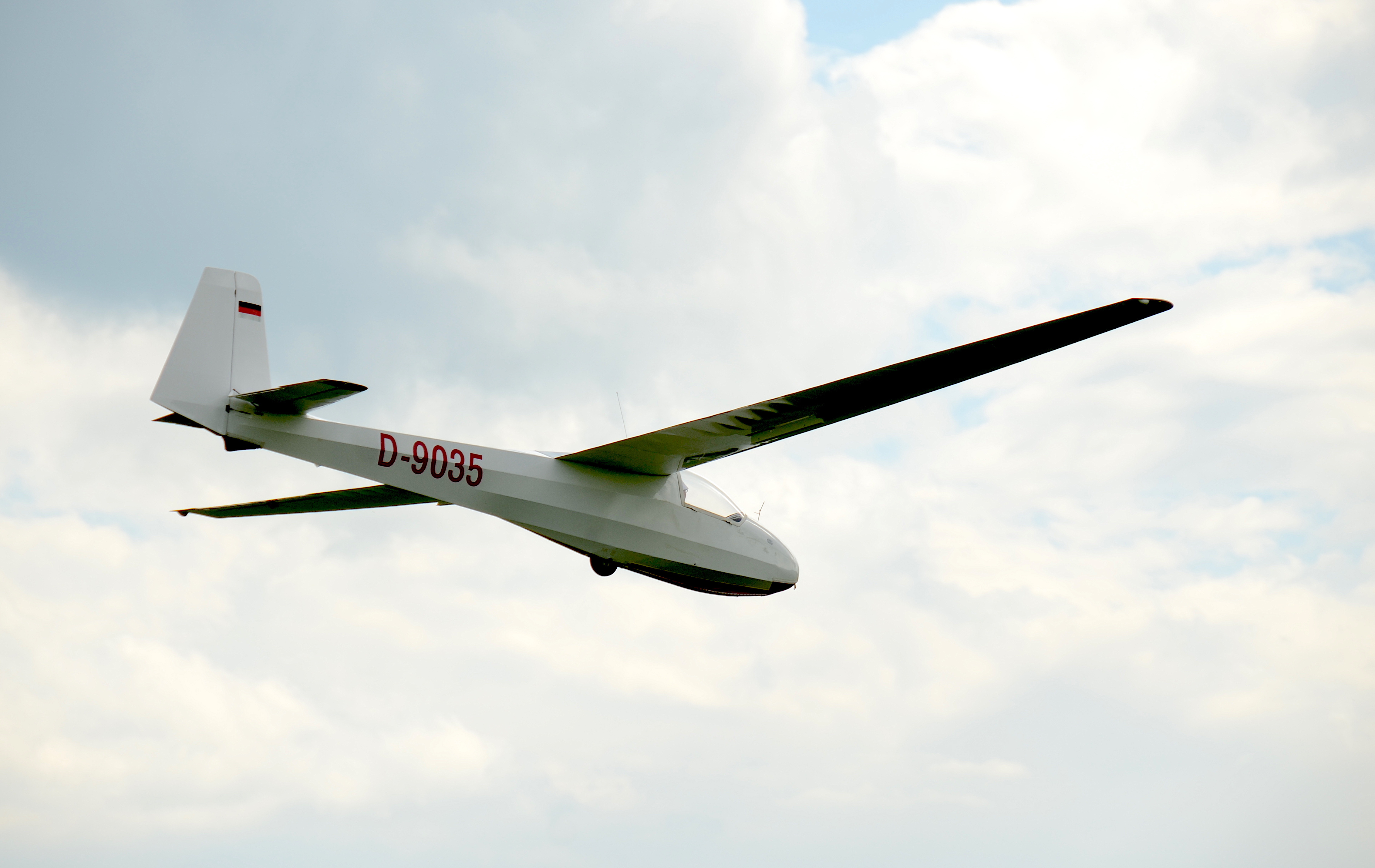
Schleicher K 8 D-9035

Eine hohe Wendigkeit ist nötig, da die Thermik eng begrenzt sein kann (vor allem beim Kreisen unterhalb 400 m über Grund und starken Turbulenzen). Je geringer der Kreisdurchmesser, desto effektiver kann die Thermik genutzt werden. Moderne Segelflugzeuge sind so konstruiert, dass sie in einem Geschwindigkeitsbereich von etwa 80 bis 280 km/h stabil und sicher fliegen. Segelflugzeuge in Gemischtbauweise (Oldtimer) mit niedriger Flächenbelastung sind hier modernen Hochleistungssegelflugzeugen mitunter sogar überlegen, da sie durch die niedrige Kurvenfluggeschwindigkeit weitaus enger kreisen können. Eine Ka 8 kann man mit 75 km/h sicher kreisen, wogegen eine ASH 25 mit Wasserballast um die 110 km/h benötigt, um noch sauber zu kreisen. Damit ergibt sich ein Durchmesser von 75 m gegenüber fast 200 m.

### Festigkeit
Da hohe Geschwindigkeit bei gutem Gleitwinkel nur mit relativ hoher Flächenbelastung möglich ist, wird bei Segelflugzeugen auf stabile Struktur geachtet und auf extremen Leichtbau verzichtet. Aber nicht nur wegen der hohen Belastung im Flug müssen Segelflugzeuge stabil gebaut sein; auch eine Außenlandung, etwa auf Äckern und ungeerntetem Getreide, muss das Flugzeug aushalten und dabei dem Piloten bestmöglichen Schutz bieten.
Aus Gründen der Festigkeit und Oberflächengüte werden sowohl die Tragflächen als auch Rumpf und Leitwerk moderner Segelflugzeuge aus Faser-Kunststoff-Verbunden gefertigt.
Moderne Segelflugzeuge können Lastvielfache von mindestens +5,3g und −2,65g aushalten, mit einem Sicherheitsfaktor von 1,5.

### Zerlegbarkeit

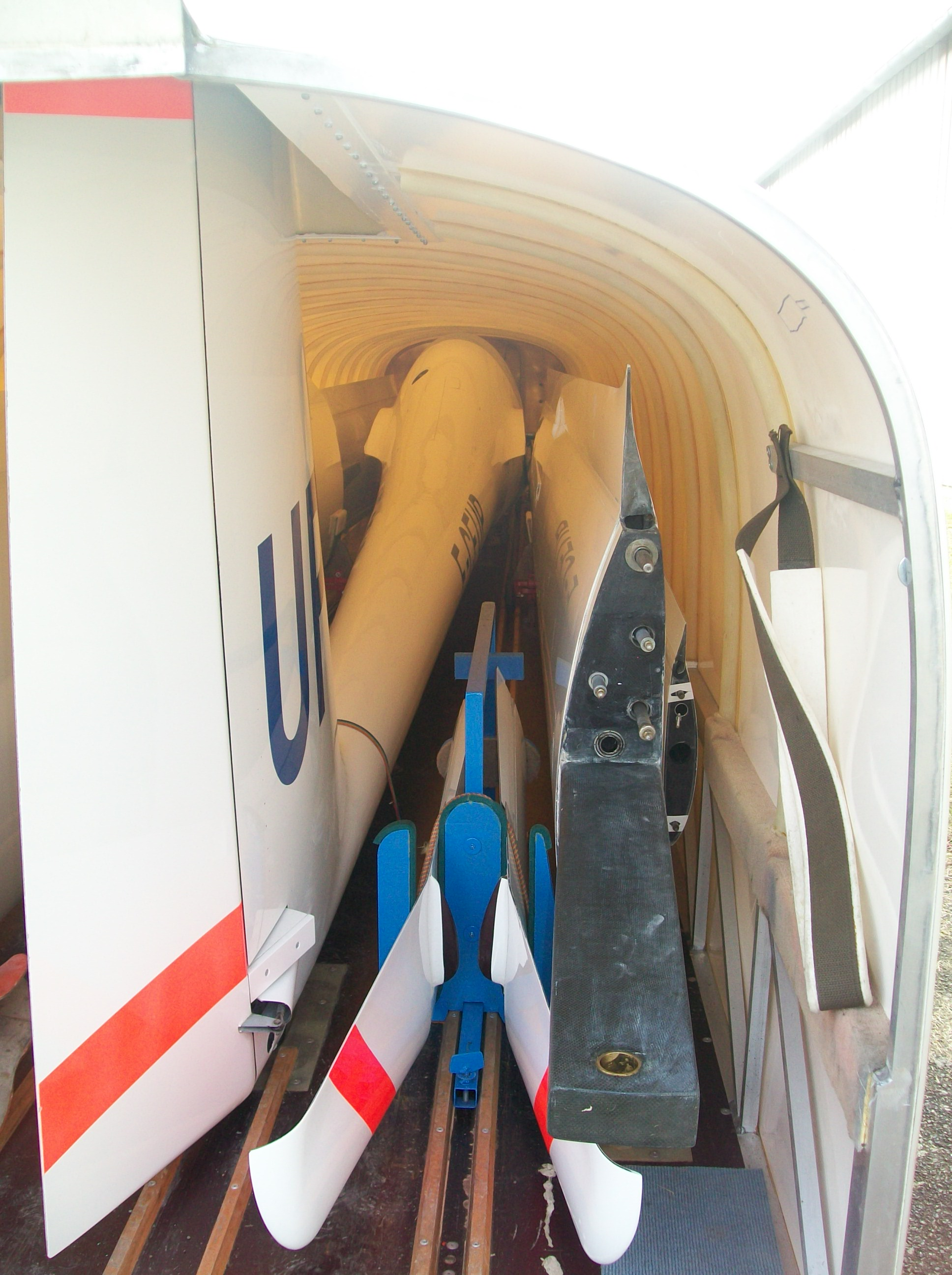
Segelflugzeug in Anhänger zum Transport auf dem Landweg

Da es im Falle einer Außenlandung nicht möglich ist, das Flugzeug wieder zu starten, wird es vor Ort „abgerüstet“ und in einem Transportanhänger zu einem Flugplatz gebracht. Dazu sind Segelflugzeuge in der Regel so konstruiert, dass sie sich in wenigen Minuten in wenige transportfähige Teile (meist Tragflächen, Rumpf und Höhenleitwerk) zerlegen lassen.

## Startarten

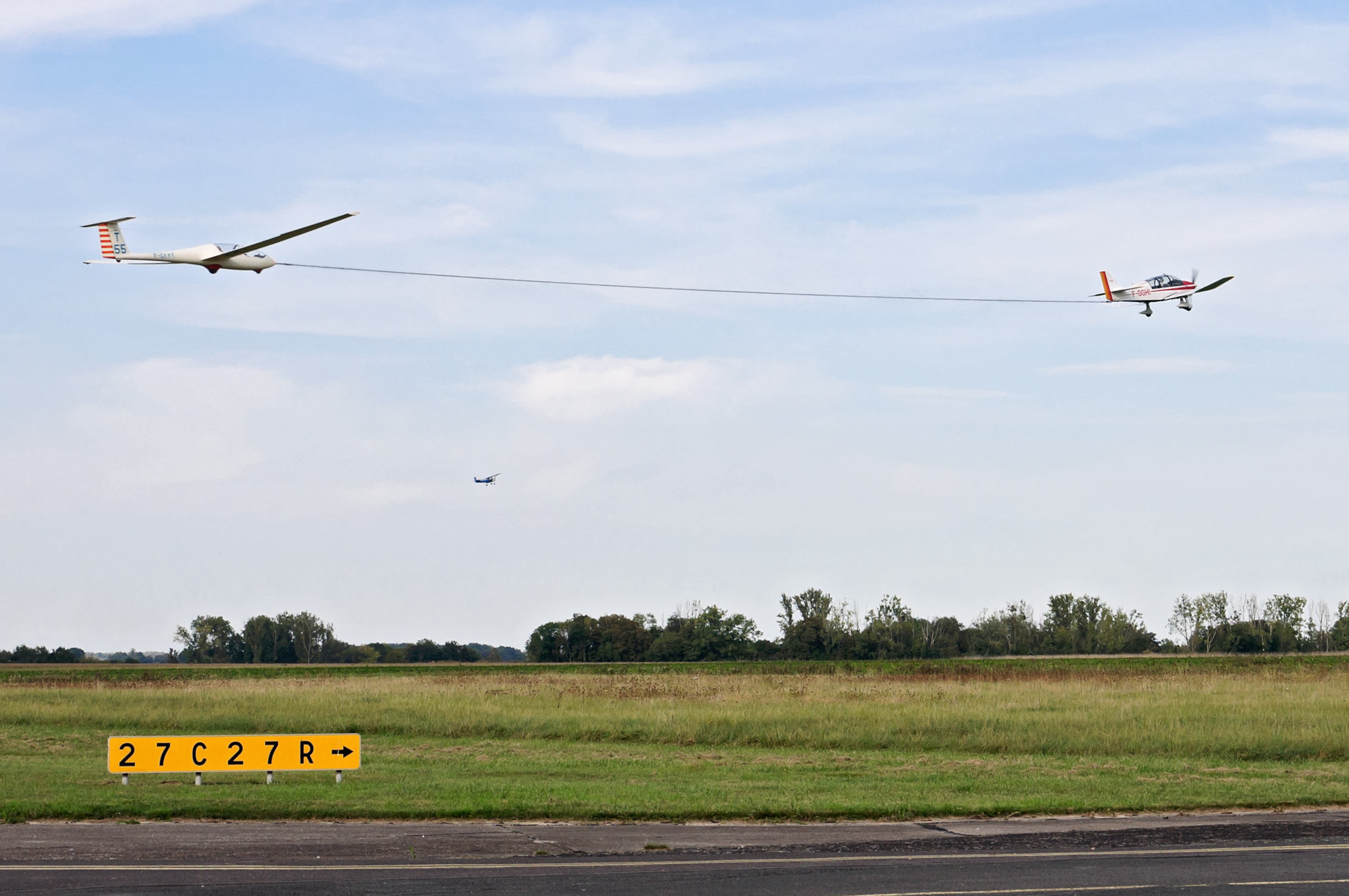
Flugzeugschlepp – Segelflugzeug: Grob G 103 Twin Astir II; Schleppflugzeug: Robin DR 400/180 R

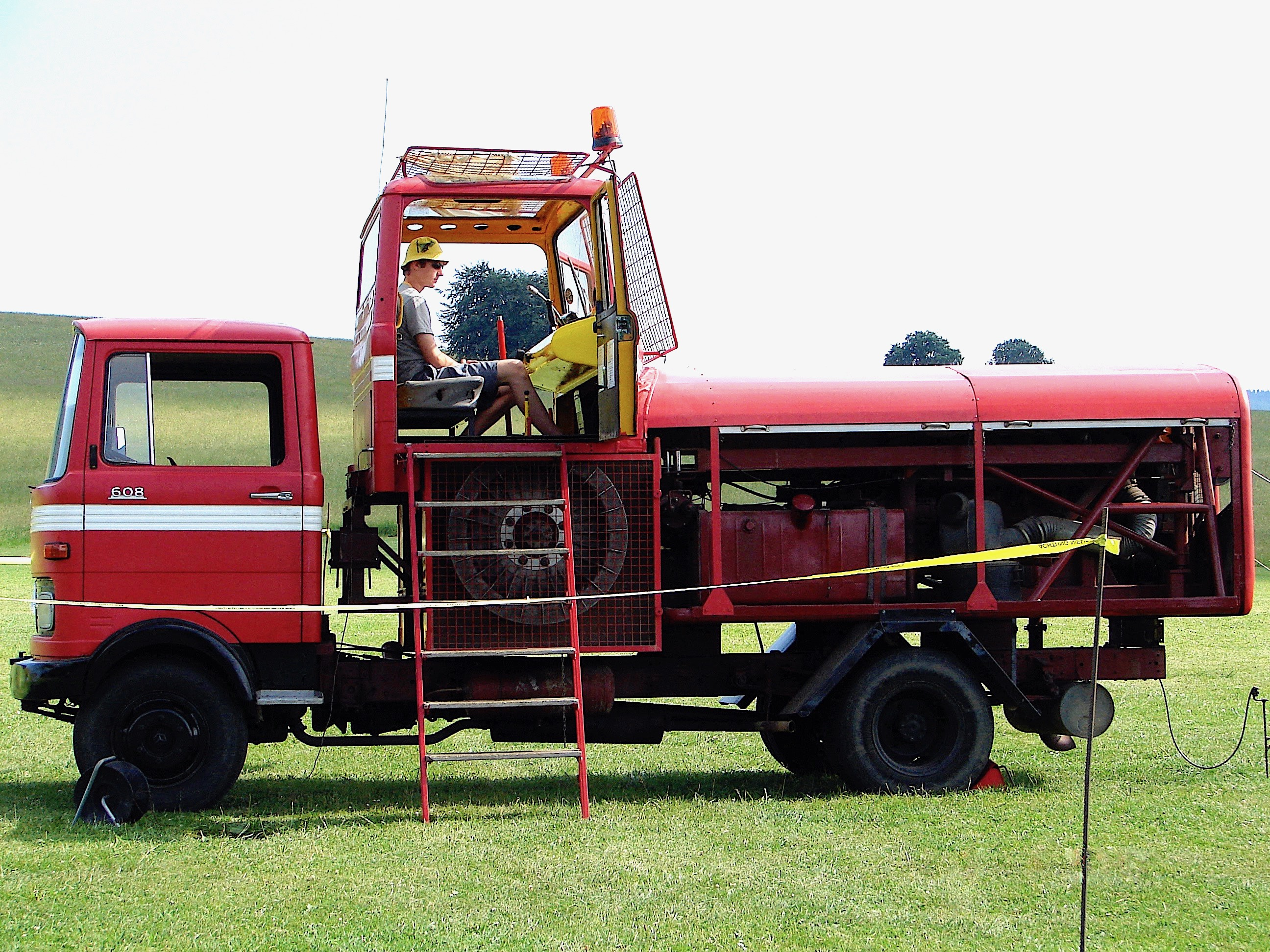
Schleppwinde auf dem Degerfeld

Beim Flugzeugschlepp wird das Segelflugzeug von einem Schleppflugzeug in die Luft gezogen (dies kann ein motorisiertes Leichtflugzeug, ein Ultraleichtflugzeug oder ein Motorsegler sein). Das Schleppseil wird normalerweise an der Bugkupplung oder in seltenen Fällen auch an der Schwerpunktkupplung an der Unterseite des Segelflugzeugs eingeklinkt. Die Höhe, bei der das Segelflugzeug ausklinkt, liegt üblicherweise zwischen 500 m und 1500 m. Nach dem Ausklinken zieht das Schleppflugzeug das Schleppseil entweder auf eine im Rumpf befindliche Haspel ein oder wirft es vor der Landung über der Startstelle ab.
Beim Windenstart wird das Segelflugzeug von einer stationären Winde am entgegengesetzten Ende der Startbahn in die Luft gezogen. Hierbei werden lange Stahl- oder Kunststoffseile verwendet. Der Windenfahrer steuert die Zugkraft des Seils, während der Pilot den Steigflugwinkel steuert. Bei einer gewissen Schlepphöhe erreicht das Seil einen konstruktiv vorgegebenen Winkel zur Flugzeug-Längsachse, bei dem es aus der Schleppkupplung herausfällt, ohne dass der Pilot manuell ausklinken muss. Bei Längen der Schleppstrecke von 800 m bis 3000 m sind Ausklinkhöhen von 300 m bis 1300 m erreichbar (u. a. abhängig von Wind und Flugzeugtyp). Moderne, leichte Kunststoffseile ermöglichen bei langen Schleppstrecken größere Ausklinkhöhen. Der Windenstart ist die schnellste und günstigste Startart, jedoch auch die am wenigsten flexible (Ausklinkhöhe und -ort können nicht frei bestimmt werden).
Ein Eigenstart ist bei Motorseglern möglich, die mit ihrem Motor alleine starten können. Es gibt auch Motorsegler, die mit einem schwächeren Motor ausgerüstet sind (sogenannte Heimkehrhilfe, unter Segelfliegern auch Flautenschieber genannt), mit dem sie nicht alleine starten können, sondern der nur eingesetzt wird, um Gebiete mit zu geringer Thermik ohne Höhenverlust durchfliegen zu können, um eine Außenlandung zu vermeiden. Diese Antriebe sind bei modernen Segelflugzeugen in der Regel als Klapptriebwerk ausgeführt, bei denen ein Propellerturm aus dem Rumpfrücken hinter den Tragflächen herausklappt. Der Motor ist dann entweder an diesem Turm befestigt oder er verbleibt im Rumpf. In diesem Fall wird der Propeller dann über einen Zahnriemen mit entsprechender Untersetzung angetrieben.
Der Gummiseilstart war die erste Möglichkeit, ein Segelflugzeug zu starten. Er kann nur bei sehr leichten und üblicherweise alten Segelflugzeugen, wie zum Beispiel dem SG38, und an einem Hang durchgeführt werden. Dabei wird ein Gummiseil vorne am Flugzeug eingehängt und gespannt, während es am Heck festgehalten wird. Auf ein Kommando wird das Flugzeug losgelassen und in die Luft geschleudert.
Beim Autoschlepp wird das Flugzeug von einem fahrenden Auto in die Luft gezogen. Die maximale Starthöhe hängt dabei von der Länge des Platzes ab.
In den Bergen können auch Rollstarts den Segelflieger in die Luft bringen. Dabei wird das Flugzeug auf dem Berg aufgerüstet. Danach kann das Flugzeug vom Berg heruntergeschoben werden.

## Steuerung
Segelflugzeuge werden ähnlich wie übliche Flugzeuge um drei Achsen mittels Höhenruder, Seitenruder und Querruder gesteuert. Hierbei steuert man mit dem Höhenruder gleichzeitig die Bahnneigung und die Geschwindigkeit. Die Steuerflächen werden direkt und rein mechanisch vom Piloten betätigt, doppelsitzige Segelflugzeuge können immer von beiden Sitzplätzen gesteuert werden. Um den Landeanflug zu erleichtern, haben Segelflugzeuge in der Regel Störklappen, womit der Anflugwinkel gesteuert werden kann. Hochleistungssegelflugzeuge können außerdem Wölbklappen haben, um gute Flugeigenschaften in einem möglichst breiten Geschwindigkeitsbereich zu haben.

### Instrumente
Alle Segelflugzeuge müssen als Mindestinstrumentierung mit Höhenmesser und Fahrtmesser ausgerüstet sein. Fast ausnahmslos sind außerdem ein Variometer zur Bestimmung der vertikalen Geschwindigkeit und ein Haubenfaden zum Erfliegen von koordinierten Kurven zu finden.
Weitere übliche Instrumente sind elektronische Variometer, Navigationsgeräte (GPS), Kompass, Libelle.
Mit der Verwendung eines akustischen Variometers und des Haubenfadens ist es nicht notwendig, auf das Instrumentenbrett zu schauen, was eine bessere Luftraumbeobachtung ermöglicht. Die Geschwindigkeit wird hierbei anhand des Horizontabstandes (Höhe der Flugzeugnase unter dem Horizont) und des Fahrtgeräusches gesteuert.

## Wettbewerbsklassen
Segelflugzeuge werden in verschiedene internationale Wettbewerbsklassen eingeteilt:
- FAI-Standard-Klasse (starres Tragflächenprofil, 15 m Spannweite, variable Flächenbelastung, max. 525 kg Abflugmasse)
- FAI-15-m-Klasse, auch Rennklasse genannt (15 m Spannweite, Profil durch Wölbklappen veränderbar, variable Flächenbelastung, max. 525 kg Abflugmasse)
- FAI-18-m-Klasse, (18 m Spannweite, Profil durch Wölbklappen veränderbar, variable Flächenbelastung, max. 600 kg Abflugmasse)
- Offene Klasse (max. 850 kg Abflugmasse, sonst keine Einschränkungen)
- Doppelsitzerklasse (zweisitzig, maximal 20 m Spannweite)
- World Class (Einheitsflugzeug PZL PW-5)
- Club-Klasse (ältere Flugzeuge, egal welchen Typs, bis zu einem Leistungsindex von 107, konstante Flächenbelastung)

Beim Segelfliegen gibt es nationale und internationale Wettbewerbe in den Disziplinen Streckensegelflug und Segelkunstflug.
Neben diesen sog. „zentralen Wettbewerben“ (alle Teilnehmer starten vom selben Flugplatz) werden die „dezentralen Wettbewerbe“ immer beliebter. Der in Europa wichtigste Wettbewerb ist der Online-Contest (OLC), bei dem die Teilnehmer ihre standardisierten GPS-Logger-Dateien einreichen und in einer Einzel- sowie einer Vereinswertung gewertet werden.
Bei den zentralen Wettbewerben wird die geflogene Strecke und die dabei erreichte Schnittgeschwindigkeit in der Wertung berücksichtigt, während bei den dezentralen Wettbewerben ausschließlich die geflogene Gesamtstrecke zählt. Einen bestimmten Bonus erhält man für die vorhergehende Ansage der geflogenen Strecke und einer Streckenführung, die einem gleichseitigen Dreieck ähnelt. Um die unterschiedlichen Flugzeugtypen innerhalb der Wettbewerbsklassen vergleichbar zu machen, wurde ein Segelflug-Index eingeführt.

## Siehe auch

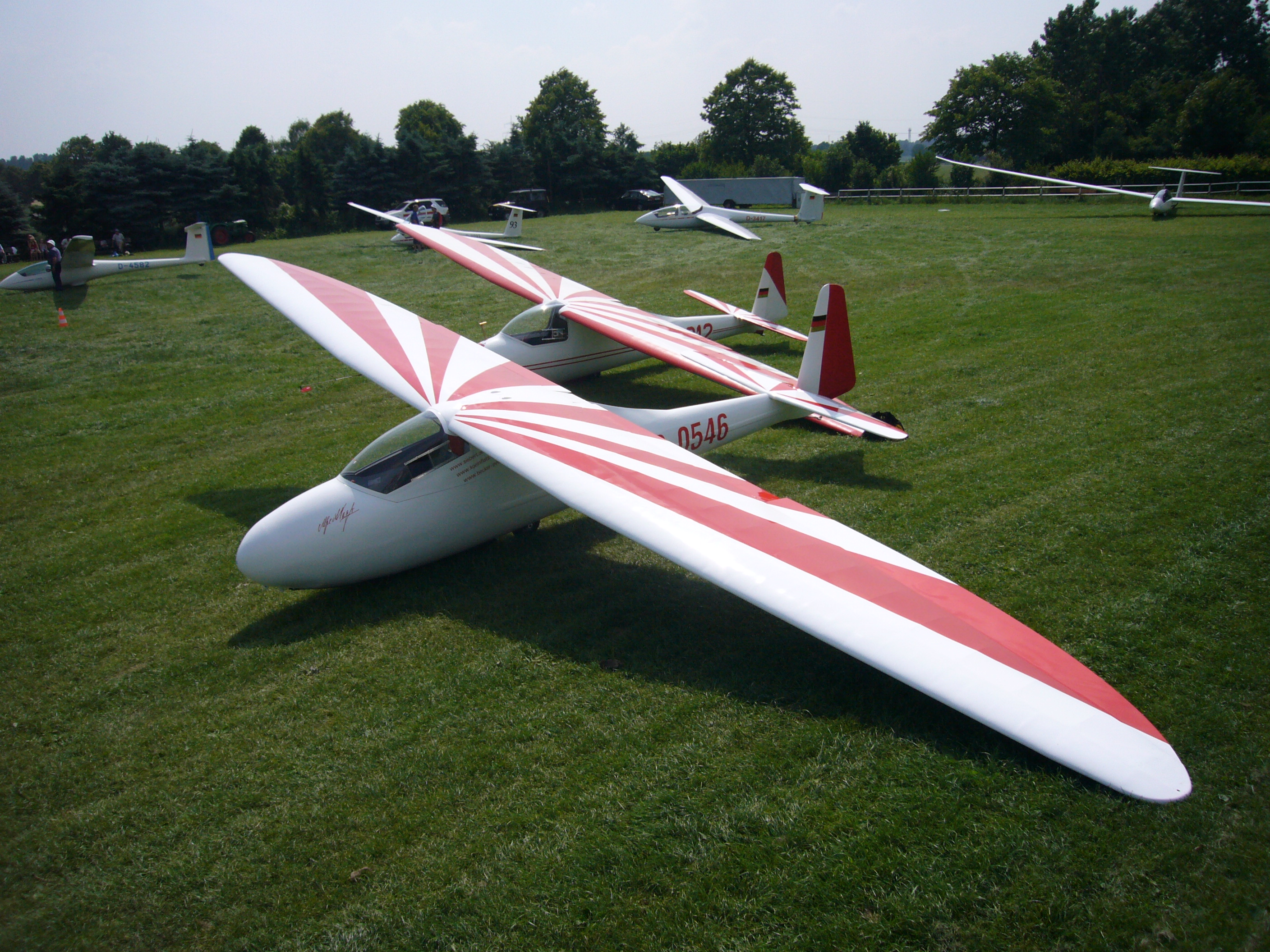
Lo 100, D-0546 & D-6212 Kamen-Heeren